# پناهگاه شول ۱
پناهگاه شول ۱ مربوط به دوران فرادیرینه‌سنگی است و در شهرستان شیراز، بخش زرقان، دهستان بند امیر، ۲/۸ کیلومتری روستای شول واقع شده و این اثر در تاریخ ۳۰ بهمن ۱۳۸۶ با شمارهٔ ثبت ۲۰۷۶۰ به‌عنوان یکی از آثار ملی ایران به ثبت رسیده است.